# Správní obvod obce s rozšířenou působností Teplice
Správní obvod obce s rozšířenou působností Teplice je od 1. ledna 2003 jedním ze dvou správních obvodů rozšířené působnosti obcí v okrese Teplice v Ústeckém kraji. Čítá 26 obcí.
Města Teplice, Duchcov a Krupka jsou obcemi s pověřeným obecním úřadem.

## Seznam obcí
Poznámka: Města jsou vyznačena tučně.
- Bořislav
- Bystřany
- Bžany
- Dubí
- Duchcov
- Háj u Duchcova
- Hrob
- Jeníkov
- Kladruby
- Kostomlaty pod Milešovkou
- Košťany
- Krupka
- Lahošť
- Mikulov
- Modlany
- Moldava
- Novosedlice
- Osek
- Proboštov
- Rtyně nad Bílinou
- Srbice
- Teplice
- Újezdeček
- Zabrušany
- Žalany
- Žim

## Obyvatelstvo
| Rok  | Obyv.   | ± %     |
| ---- | ------- | ------- |
| 1869 | 52 287  | —       |
| 1880 | 77 688  | +48,6 % |
| 1890 | 100 614 | +29,5 % |
| 1900 | 139 339 | +38,5 % |
| 1910 | 155 309 | +11,5 % |

| Rok  | Obyv.   | ± %     |
| ---- | ------- | ------- |
| 1921 | 154 962 | −0,2 %  |
| 1930 | 165 843 | +7 %    |
| 1950 | 106 686 | −35,7 % |
| 1961 | 115 605 | +8,4 %  |
| 1970 | 112 310 | −2,9 %  |

| Rok  | Obyv.   | ± %    |
| ---- | ------- | ------ |
| 1980 | 111 406 | −0,8 % |
| 1991 | 106 424 | −4,5 % |
| 2001 | 105 476 | −0,9 % |
| 2011 | 105 233 | −0,2 % |
| 2021 | 103 729 | −1,4 % |